# Tanni Grey-Thompson
Tanni Grey-Thompson, née Carys Davina Grey le 26 juillet 1969 à Cardiff,, est une athlète britannique et membre de la Chambre des lords. Onze fois championne paralympique d'athlétisme, elle est parmi les athlètes britanniques les plus titrés aux Jeux paralympiques. Meilleure athlète de son pays au moment où les Jeux ont commencé à devenir populaires et médiatisés, elle a été décrite comme « la première superstar britannique de handisport ».

## Biographie
Née atteinte de spina bifida, elle se déplace en fauteuil roulant. Elle doit son surnom (et nom usuel) de « Tanni » à sa grande sœur, qui la décrit comme « minuscule » (tiny) quand elle la voit pour la première fois. Après une licence de science politique à l'Université de Loughborough, elle songe à une carrière politique mais se consacre finalement au handisport,. Elle pratique la course en fauteuil roulant depuis l'école à l'âge de 13 ans, et prend part à des compétitions handisport depuis ses 15 ans.
Ses premiers Jeux paralympiques sont ceux de Séoul en 1988. Elle y participe à la fois à l'équipe de basketball féminine, et à quatre épreuves de course en fauteuil roulant. Elle en retire une première médaille : le bronze au 400 mètres. Aux Jeux de Barcelone en 1992 elle prend part à nouveau à quatre courses (100m, 200m, 400m et 800m), et remporte la médaille d'or dans chacune d'entre elles. Elle concourt également au relai 4x100 mètres, épreuve d'équipe, où les Britanniques obtiennent la médaille d'argent, derrière les Américaines. Cette même année, elle remporte pour la première fois le marathon handisport de Londres, qu'elle remportera au total six fois. Aux Jeux de 1996 à Atlanta, elle défend avec succès son titre sur 800 mètres, mais est battue sur les trois autres distances par l'Américaine Leann Shannon, devant ainsi se contenter de la médaille d'argent. Pour la première et dernière fois, elle prend aussi part au marathon paralympique, et s'y classe septième.
En 1999, elle épouse le docteur Ian Thompson, et devient Tanni Grey-Thompson. Aux Jeux de 2000 à Sydney, elle remporte une nouvelle fois la médaille d'or à chacune de ses quatre épreuves de prédilection, les seules auxquelles elle prend part pour ces Jeux. Pour ses derniers Jeux, à Athènes en 2004, elle termine quatrième, au pied du podium au 200 mètres, que remporte la Canadienne Chantal Petitclerc, et ne finit que septième sur 800 mètres. Elle conserve néanmoins ses titres sur 100 mètres et 400 mètres, ajoutant ainsi deux dernières médailles d'or à son palmarès. La même année, elle est nommée Dame commandeur de l'ordre de l'Empire britannique, et devient Dame Tanni Grey-Thompson.
Elle participe également aux Jeux du Commonwealth de 2002, à Manchester, où elle représente le pays de Galles et est la porte-drapeau de la délégation galloise. Ces Jeux, pour valides dans l'ensemble, incluent quelques épreuves handisport. Tanni Grey-Thompson participe au 800 mètres en fauteuil roulant, et y termine quatrième ; Chantal Petitclerc prend là aussi la médaille d'or.
Elle est nommée pair à vie (anoblie) et membre de la Chambre des lords le 23 mars 2010. Elle y siège sans étiquette, n'étant membre d'aucun parti politique.
Elle est l'une des trois athlètes britanniques à avoir remporté onze médailles d'or aux Paralympiques, avec le nageur Dave Roberts et la cycliste Sarah Storey ; tous trois ne sont devancés que par le nageur Mike Kenny, seize fois médaillé d'or entre 1976 et 1988,. Titulaire de trente records du monde, cinq fois médaillée d'or aux Championnats du monde, elle est notamment la première femme à avoir terminé une course sur 400 mètres en fauteuil roulant en moins d'une minute.

## Palmarès
Aux Jeux paralympiques, représentant  la Grande-Bretagne :

Séoul 1988 :
- 4e au 100 mètres 3 : 20 s 64
- 6e au 200 mètres 3 : 43 s 55
- 4e au slalom 3 : 2 min 17 s 70
- 400 mètres 3 : 1 min 22 s 72

Barcelone 1992 :
- 100 mètres TW3 : 17 s 55 (record du monde)
- 200 mètres TW3 : 31 s 19 (record paralympique)
- 400 mètres TW3 : 59 s 58
- 800 mètres TW3 : 2 min 6 s 58 (record paralympique)
- 4x100 mètres relai TW3-4 : 1 min 11 s 24

Atlanta 1996 :
- 7e au marathon T52-53 : 2 min 13 s 27
- 800 mètres T52 : 1 min 55 s 12 (record du monde)
- 100 mètres T52 : 17 s 18
- 200 mètres T52 : 30 s 38
- 400 mètres T52 : 58 s 09

Sydney 2000 :
- 100 mètres T53 : 17 s 29
- 200 mètres T53 : 30 s 88
- 400 mètres T53 : 58 s 74
- 800 mètres T53 : 2 min 1 s 33

Athènes 2004 :
- 4e au 200 mètres T54 : 30 s 54
- 7e au 800 mètres T53 : 2 min 3 s 11
- 100 mètres T53 : 17 s 24
- 400 mètres T53 : 57 s 36 (record paralympique)

Aux Jeux du Commonwealth, représentant  le Pays de Galles :

Manchester 2002 :
- 4e au 800 mètres EAD : 1 min 55 s 71

## Titulature
Baronne Grey-Thompson DBE